# Carpe diem (Lied)
Carpe diem ist ein slowenischsprachiger Rocksong der slowenischen Gruppe Joker Out. Er wurde von der Gruppe gemeinsam mit Žarko Pak geschrieben. Mit dem Titel vertrat die Band Slowenien beim Eurovision Song Contest 2023 in Liverpool.

## Hintergrund
Im Dezember 2022 wurde bekanntgegeben, dass die Gruppe Slowenien beim Eurovision Song Contest 2023 vertreten werde. Auf eine nationale Vorentscheidung wurde seitens der Rundfunkanstalt Radiotelevizija Slovenija verzichtet. Anfang Februar 2023 wurde der Wettbewerbsbeitrag der Öffentlichkeit präsentiert.
Der Titel wurde von allen Bandmitgliedern gemeinsam mit Žarko Pak komponiert, welcher sich mit Todd Burke auch für die Produktion verantwortlich zeigte. Der Text stammt ausschließlich von Bojan Cvjetićanin. Carpe diem wurde in Hamburg aufgenommen.

## Inhaltliches
Laut Aussage der Band sei die Melodie ursprünglich für einen anderen Song geplant gewesen, jedoch sei die Zeit knapp gewesen, um ein neues Lied aufzunehmen. Weiterhin sei Carpe diem das erste Lied der Band gewesen, das nicht allein von Cvjetićanin geschrieben wurde. Der Rocksong ist komplett in slowenischer Sprache gehalten.
Das Lied handele davon, dass man dem Leben von zwei verschiedene Seiten begegnen könne, sowohl von einer positiven als auch von einer negativen Seite aus. Es sei nicht schwierig, die positiven Seiten des Lebens zu sehen, weshalb es darum gehe, aus jedem Tag das beste herauszuholen.

## Veröffentlichung
Das Lied erschien am 4. Februar 2023 als Musikstream. Das zugehörige Musikvideo entstand unter der Leitung von Bonino Englaro. Es wurde im Grand Hotel Union in Ljubljana gedreht.

## Beim Eurovision Song Contest
Slowenien wurde ein Platz in der zweiten Hälfte des zweiten Halbfinales des Eurovision Song Contests 2023 zugelost, das am 11. Mai 2023 stattfand. Der Song erhielt dort den Startplatz 10. Er qualifizierte sich mit 103 Punkten auf dem 5. Platz. Im Finale am 13. Mai startete die Gruppe auf Platz 24 und kam in der Gesamtwertung mit 78 Punkten auf Platz 21.